# 詹全覺
詹全覺（1543年—？），字克先，號起莘，江西南康府都昌縣人，軍籍，明朝政治人物。

## 生平
江西鄉試第五十五名舉人。隆慶五年（1571年）中式辛未科會試第三十三名，三甲第二百一十九名進士。兵部觀政，授福建浦城知县，丁憂歸，萬曆七年（1579年）授宝坻县知县，八年升大理寺评事，十一年升寺副，再升右寺正，十三年恤刑云南，十五年降调外任，补嘉兴府推官，十九年升叙州府同知，二十年降调闲住。

## 家族
曾祖詹墀；祖父詹鏽；父詹天禹，封知县。母沈氏；繼母汪氏、謝氏。具庆下。兄全見。弟全觀。